# سيستين مادونا
سيستين مادونا هي لوحة زيتية رسمها رفائيل في عام 1513 - 1514، اللوحة حالياً ضمن مقتنيات متحف معرض لوحات الأساتذة القدامى في درسدن.